# Galeodinopsis
Galeodinopsis is een geslacht van weekdieren uit de klasse van de Gastropoda (slakken).

## Soorten
- Galeodinopsis biangulata (Deshayes, 1861) †
- Galeodinopsis germanica Garilli & Parrinello, 2014 †
- Galeodinopsis semperi (Wiechmann, 1871) †
- Galeodinopsis tiberiana (Coppi, 1876)